# Protestas en Islandia de 2016
Las protestas en Islandia de 2016 fueron una serie de manifestaciones contra el gobierno islandés tras la publicación del escándalo Panama Papers.

## Antecedentes
En 2007, Sigmundur Davíð Gunnlaugsson y su esposa, Anna Sigurlaug Pálsdóttir, fundaron Wintris Inc a través del bufete de abogados Mossack Fonseca. La empresa estaba registrada en las Islas Vírgenes Británicas, un conocido paraíso fiscal. En enero de 2009, Sigmundur Davíð fue elegido presidente del Partido Progresista, y en las elecciones parlamentarias de 2009 fue elegido miembro del Alþingi. El último día de 2009, Sigmundur Davíð vendió su participación en la empresa a su esposa por $1, justo antes de que entrara en vigor una nueva ley que lo habría obligado a declarar su propiedad por un conflicto de intereses. Wintris Inc perdió millones de dólares como resultado de la crisis financiera.
Tras las elecciones parlamentarias de 2013, el Partido Progresista y el Partido de la Independencia, que habían ganado 19 escaños, formaron un gobierno de coalición. Sigmundur Davíð Gunnlaugsson, como presidente del Partido Progresista, fue nombrado primer ministro, y Bjarni Benediktsson, presidente del Partido de la Independencia, fue nombrado ministro de Finanzas. Como primer ministro, Sigmundur Davíð se comprometió a luchar contra las demandas de los acreedores extranjeros por el pago total de los bancos islandeses.
En marzo de 2016, se reveló que Anna Sigurlaug Pálsdóttir, la esposa del primer ministro, Sigmundur Davíð Gunnlaugsson, era acreedora de los tres bancos en quiebra de Islandia, Landsbanki, Banco Kaupthing y Glitnir. Su empresa, Wintris Inc, reclamaba un total de ISK 515 millones de los tres bancos, debido a las pérdidas sufridas durante la crisis financiera. Tras esta revelación, varios parlamentarios islandeses criticaron el acuerdo, y Svandís Svavarsdóttir, un exministro, pidió la dimisión del gobierno y la celebración de nuevas elecciones.
En el escándalo Panama Papers, publicados el 3 de abril de 2016, no solo Sigmundur Davíð, sino también el ministro de Finanzas, Bjarni Benediktsson, y el ministro del Interior, Ólöf Nordal, estaban implicados en acuerdos fiscales extraterritoriales. La noticia también se transmitió en Islandia en una edición especial del programa de actualidad, Kastljós.

## Protestas
A raíz de las revelaciones del escándalo Panama Papers, el 3 de abril la gente comenzó a usar Facebook para organizar una protesta para el día siguiente. Según Facebook, 10 000 personas planeaban asistir a la protesta.
Al mediodía del 4 de abril, Sigmundur Davíð hizo una entrevista televisiva en vivo durante la cual dijo que no renunciaría, pero se disculpó por su actuación en una entrevista televisiva anterior. La protesta estaba programada para las 5 de la tarde, y la gente comenzó a reunirse lentamente en Austurvöllur, el parque a las afueras de Alþingishúsið, el edificio que alberga el Alþingi. Uno de los primeros manifestantes fue arrestado por arrojar tinas de skyr al edificio. Cuando comenzaron las protestas, los miembros del Alþingi todavía estaban en una sesión parlamentaria. Se estimó que el tamaño de la multitud era de entre 9000 y 23 000 personas, y fue reconocida como una de las mayores manifestaciones políticas en la historia de Islandia. La sesión parlamentaria prevista para el día siguiente, 5 de abril, fue cancelada.
En la mañana del 5 de abril, Sigmundur Davíð anunció a través de Facebook su intención de disolver el parlamento y convocar elecciones anticipadas. Más tarde esa mañana, se reunió con el presidente de Islandia, Ólafur Ragnar Grímsson, que acababa de regresar de una visita privada a Estados Unidos. Durante la reunión, el primer ministro pidió al presidente que disolviera el parlamento y convocara nuevas elecciones. Ólafur Ragnar rechazó esta solicitud, alegando que el primer ministro no había consultado a su socio de coalición, el Partido de la Independencia, sobre este tema. El presidente también dijo que era "inapropiado" arrastrarlo a disputas entre partidos políticos.
En la tarde del 5 de abril, una reunión de diputados del Partido Progresista concluyó que Sigmundur Davíð debería dimitir como primer ministro. La reunión propuso a Sigurður Ingi Jóhannsson, quien fue ministro de Pesca y Agricultura, como su sucesor. El mismo día, tuvo lugar otra protesta en Austurvöllur, con una multitud más pequeña que el día anterior. A las 6:30 p. m., los manifestantes abandonaron Austurvöllur y comenzaron a protestar frente a la sede del Partido Progresista en Hverfisgata, una parte diferente de Reikiavik. Los manifestantes pedían la dimisión del gobierno y nuevas elecciones. Esa noche, los corresponsales extranjeros revelaron un comunicado de prensa del gobierno que decía que el primer ministro "no ha dimitido" y estaba entregando el cargo a Sigurður Ingi "por un período de tiempo no especificado". Esta confusión del asunto fue condenada por varios políticos de la oposición, así como por el historiador islandés Guðni Th. Johannesson.

## Nuevo gobierno
El 7 de abril, se nombró un nuevo gobierno, con Sigurður Ingi Jóhannsson como primer ministro. Gunnar Bragi Sveinsson, exministro de Asuntos Exteriores, reemplazó a Sigurður Ingi como ministro de Agricultura y Pesca. Lilja Dögg Alfreðsdóttir, que no es diputada en ejercicio, fue nombrada Ministra de Asuntos Exteriores, por recomendación personal del ex primer ministro Sigmundur Davíð. El gobierno anunció elecciones anticipadas para el otoño, diciendo que era necesario que permanecieran en el poder para completar la eliminación de los controles de capital. Las protestas que tuvieron lugar en Reikiavik coincidieron con el nombramiento del nuevo gobierno, que tuvo lugar en Bessastaðir.
El 8 de abril, el nuevo gobierno estuvo en el parlamento por primera vez. Por la mañana, los ministros discutieron sus planes, estrategias y proyectos. Por la tarde, la atención se centró en la moción de censura de la oposición y en la votación de una nueva elección. Al menos tres parlamentarios de la coalición habían expresado su consternación por las acciones del gobierno antes de que se realizaran las votaciones. El gobierno sobrevivió a las dos votaciones de los partidos de oposición, ganando la censura 38 a 25 y la votación para nuevas elecciones 37 a 26. Tras las votaciones, Bjarni Benediktsson dijo a los periodistas que había sido "una semana muy dura".

## Protestas posteriores
Las protestas se reanudaron y aumentaron aún más el 9 de abril, cuando algunas estimaciones situaron el número de manifestantes presentes en 14 000.